# The Wailers
A The Wailers egy volt jamaicai zenekar, amely ska, rocksteady és reggae stílusban játszott. Junior Braithwaite, Beverley Kelso, Bunny Livingston (Bunny Wailer), Robert Nesta Marley (Bob Marley), Winston McIntosh (Peter Tosh) és Cherry Smith alapította 1963-ban Kingston-ban.
Eleinte a The Teenagers, The Wailing Rudeboys, The Wailing Wailers neveket viselték, végül felvették a The Wailers nevet. 1966-ra, Braithwaite, Kelso és Smith elhagyták a zenekart és csak Livingston, Marley, és McIntosh hármasa maradt. Az 1970-es évek elején, a Wailers Band nevű együttes csatlakozott a Wailershez, amelyet a Barrett fivérek (Aston "Family Man" Barrett és Carlton (Carlie) Barrett) alkottak.
A Wailers olyan nagy sikerű slágereket készített, mint a "Simmer Down", "Trenchtown Rock", "Nice Time", "Stir It Up", "Get Up, Stand Up" című dalok és így tovább.
A The Wailers 1974-ben feloszlott, tagjai ezután szólókarrierbe kezdtek.

## Lemezek
- 1966 - The Wailing Wailers (producer: Clement "Coxsone" Dodd)
- 1970 - Soul Rebels (producer: Lee Perry)
- 1971 - Soul Revolution Part II (producer: Lee Perry)
- 1971 - The Best of the Wailers (producer: Leslie Kong)
- 1972 - Catch a Fire (producer: Bob Marley és Chris Blackwell)
- 1973 - Burnin' (producer: Chris Blackwell és a Wailers)

## Külső hivatkozások
- http://www.wailers.com/
- Bob Marley & the Wailers (mp3.com)[halott link]
- Soul Rebels Archiválva 2011. június 28-i dátummal a Wayback Machine-ben Bob Marley & The wailers 1962-1972
- VitalSpot - The Wailers (Bob, Peter & Bunny) Archiválva 2007. november 11-i dátummal a Wayback Machine-ben